# پسکوکوستانتزو
پسکوکوستانتزو (به ایتالیایی: Pescocostanzo) یک کومونه در ایتالیا است که در استان لاکویلا واقع شده‌است. پسکوکوستانتزو ۵۲٫۱۶ کیلومتر مربع مساحت و ۱٬۱۹۶ نفر جمعیت دارد و ۱٬۳۹۵ متر بالاتر از سطح دریا واقع شده‌است.

## نگارخانه

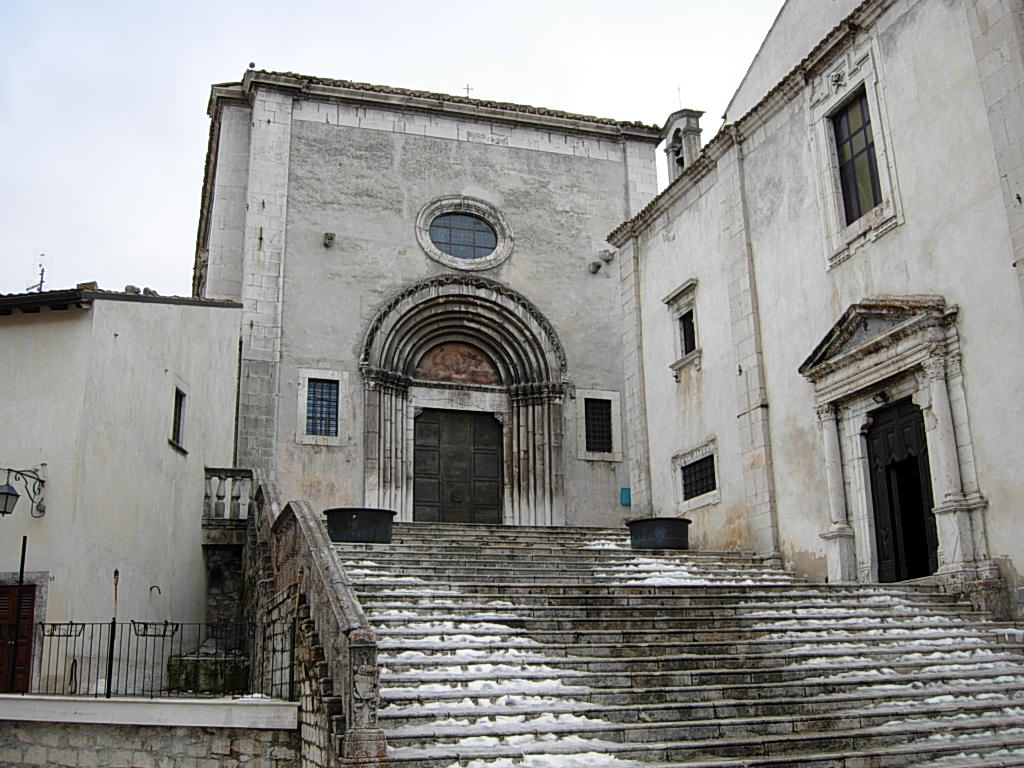
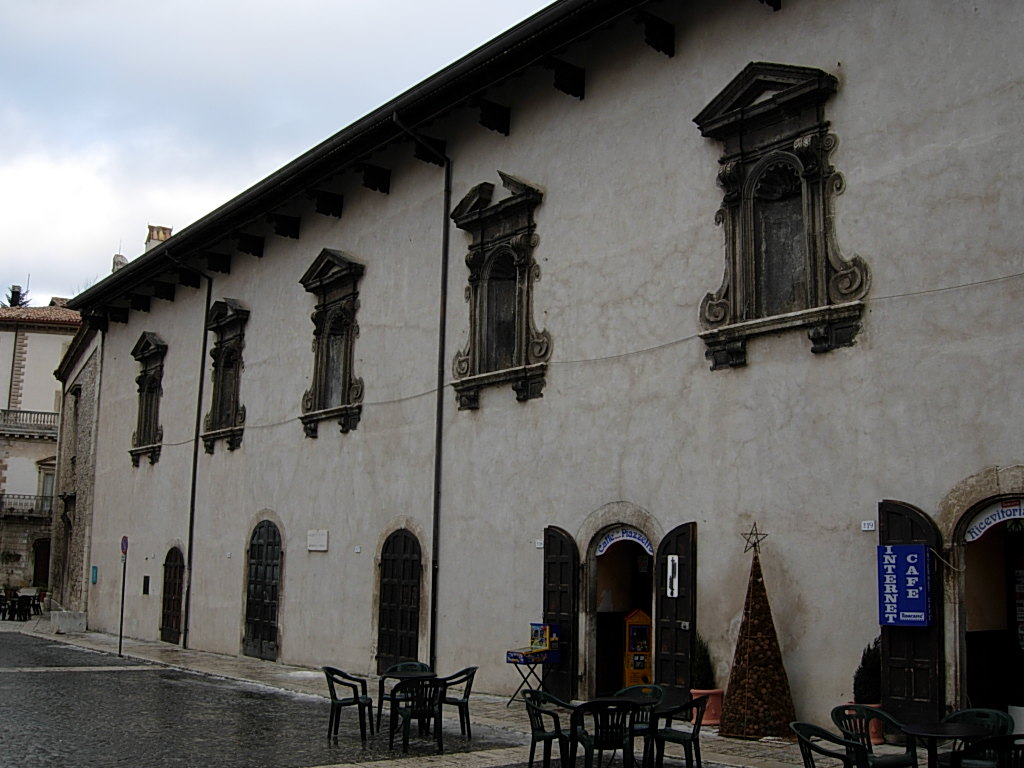